# Thanatosdrakon
Thanatosdrakon („drak smrti“) byl rod velkého pterosaura (ptakoještěra) z čeledi Azhdarchidae, který žil v období pozdní křídy (geologické věky coniak až santon) na území dnešní provincie Mendoza v Argentině. S předpokládaným rozpětím křídel až 9 metrů šlo o jednoho z největších známých pterosaurů a zároveň o největšího známého ptakoještěra z celé Jižní Ameriky (jen o trochu menšího, než jeho blízký příbuzný rodu Quetzalcoatlus).

## Historie
Fosilie dvou exemplářů tohoto pterosaura byly objeveny před rokem 2018 v sedimentech geologického souvrství Plottier na území geologické pánve Neuquén. Jedná se o dva kosterní exempláře v různém stupni dochování, fosilie jsou přitom dochovány trojrozměrně. Jedna dochovaná kost pažní je dlouhá 45 cm. Nový druh Thanatosdrakon amaru byl formálně popsán v roce 2022. Rodové jméno se dá přeložit z řečtiny jako "drak smrti", druhové amaru odkazuje ke stejnojmennému božstvu Inků, majícímu podobu hada nebo draka.

## Zařazení
Thanatosdrakon byl zástupcem čeledi Azhdarchidae a podčeledi Quetzalcoatlinae. Mezi jeho nejbližší vývojové příbuzné patřily rody Quetzalcoatlus, Cryodrakon a Infernodrakon.
Mezi vzdálenější příbuzné pak spadají taxony Mistralazhdarcho, Aerotitan, Hatzegopteryx, Albadraco a Arambourgiania, kosmopolitní rod známý z objevů fosilií na území Jordánska a státu Tennessee v USA.